# CVS Health
Die CVS Health Corporation (oft CVS genannt, vormals CVS Caremark Corporation, davor CVS Corporation) ist ein Einzelhandelsunternehmen der Pharmaziebranche in den Vereinigten Staaten. Der Unternehmenssitz befindet sich in Woonsocket, Rhode Island. Das Unternehmen ist im S&P 500 gelistet. CVS betreibt Geschäfte unter dem Namen CVS/pharmacy. CVS steht für Consumer Value Store.
Mit einem Umsatz von 322,5 Milliarden US-Dollar, bei einem Gewinn von 5,6 Mrd. USD, stand CVS Health im Jahr 2023 laut den Forbes Global 2000 auf Platz 65 der weltgrößten Unternehmen. Laut den Fortune 500 gehörte es 2016 zu den 20 umsatzstärksten Unternehmen weltweit und liegt hier auf Rang 6. Das Unternehmen kam im Juli 2023 auf eine Marktkapitalisierung von 88,92 Mrd. USD.
Im Juni 2023 gab es in den USA 9.572 CVS Pharmacy-Standorte. Der Bundesstaat mit den meisten CVS Pharmacy-Filialen war Kalifornien mit 1.133, also rund 12 % aller Filialen. Neben den Gesundheitsprodukten gibt es in den CVS Läden auch Lebensmittel für den täglichen Bedarf zu kaufen. Die Läden sind jedoch deutlich kleiner als die typischen amerikanischen Supermärkte (z. B. Walmart). Die CVS-Geschäfte ähneln sehr den Walgreens-Läden.

## Unternehmensgeschichte
Das Unternehmen wurde in Lowell, Massachusetts 1963 unter dem Namen Melville Corporation gegründet. 1990 erfolgte eine Fusion mit Peoples Drug aus Washington, D.C. Der Name wurde 1996 in CVS Corporation geändert. 1997 hatte CVS rund 1.400 Geschäfte und übernahm mit dem Konkurrenten Revco weitere 2500 Läden. Durch die Übernahme gelang die Ausweitung des Geschäfts von der Ostküste in den Raum des Südosten der Vereinigten Staaten und in das Gebiet von Ohio. Mit Arbor Drugs aus Michigan erfolgte eine weitere Übernahme und 2004 kaufte CVS 1.260 Filialen der Eckerd Corporation von JCPenney, wodurch eine Expansion in die Regionen Florida und Texas erfolgte. Anfang November 2006 gab CVS die Fusion mit dem Konkurrenten Caremark RX Inc. aus Nashville bekannt. Der Name des Konzerns lautete seitdem CVS Caremark Corporation und ist in allen US-Bundesstaaten vertreten.
Am 5. Februar 2014 kündigte das Unternehmen an, in allen 7600 Filialen bis Oktober 2014 den Verkauf von Zigaretten und anderen Tabakprodukten einzustellen. Das Unternehmen rechnet mit Umsatzeinbußen von rund zwei Milliarden US-Dollar. CEO Larry Merlo begründete diesen Schritt mit den Grundsätzen des Unternehmens. Die Firma wurde in CVS Health umbenannt. Im Dezember 2017 wurde die Übernahme des Versicherers Aetna durch CVS Health für 69 Milliarden US-Dollar bekanntgegeben.

Ein CVS/Pharmacy in Marion (South Carolina)

| Jahr | Angestellte | Umsatz in Mrd. US-$ | Überschuss in Mrd. US-$ |
| ---- | ----------- | ------------------- | ----------------------- |
| 2010 | 201.000     | 95,778              | 3,427                   |
| 2011 | 202.000     | 107,080             | 3,462                   |
| 2012 | 203.000     | 123,120             | 3,864                   |
| 2013 | 208.000     | 126,761             | 4,600                   |
| 2014 | 217.800     | 139,367             | 4,645                   |
| 2015 | 243.000     | 153,290             | 5,230                   |
| 2016 | 250.000     | 177,526             | 5,320                   |
| 2017 | 246.000     | 184,765             | 6,631                   |
| 2018 | 295.000     | 194,579             | −0,594                  |
| 2019 | 290.000     | 256,776             | 6,634                   |
| 2020 | 300.000     | 268,706             | 7,179                   |
| 2021 | 300.000     | 299,840             | 7,91                    |
| 2022 | 300.000     | 292,111             | 4,149                   |